# ایسهم
ایسهم (به لاتین: Ishëm) یک شهرستان آلبانی در آلبانی است که در استان دراج واقع شده‌است.

## نگارخانه

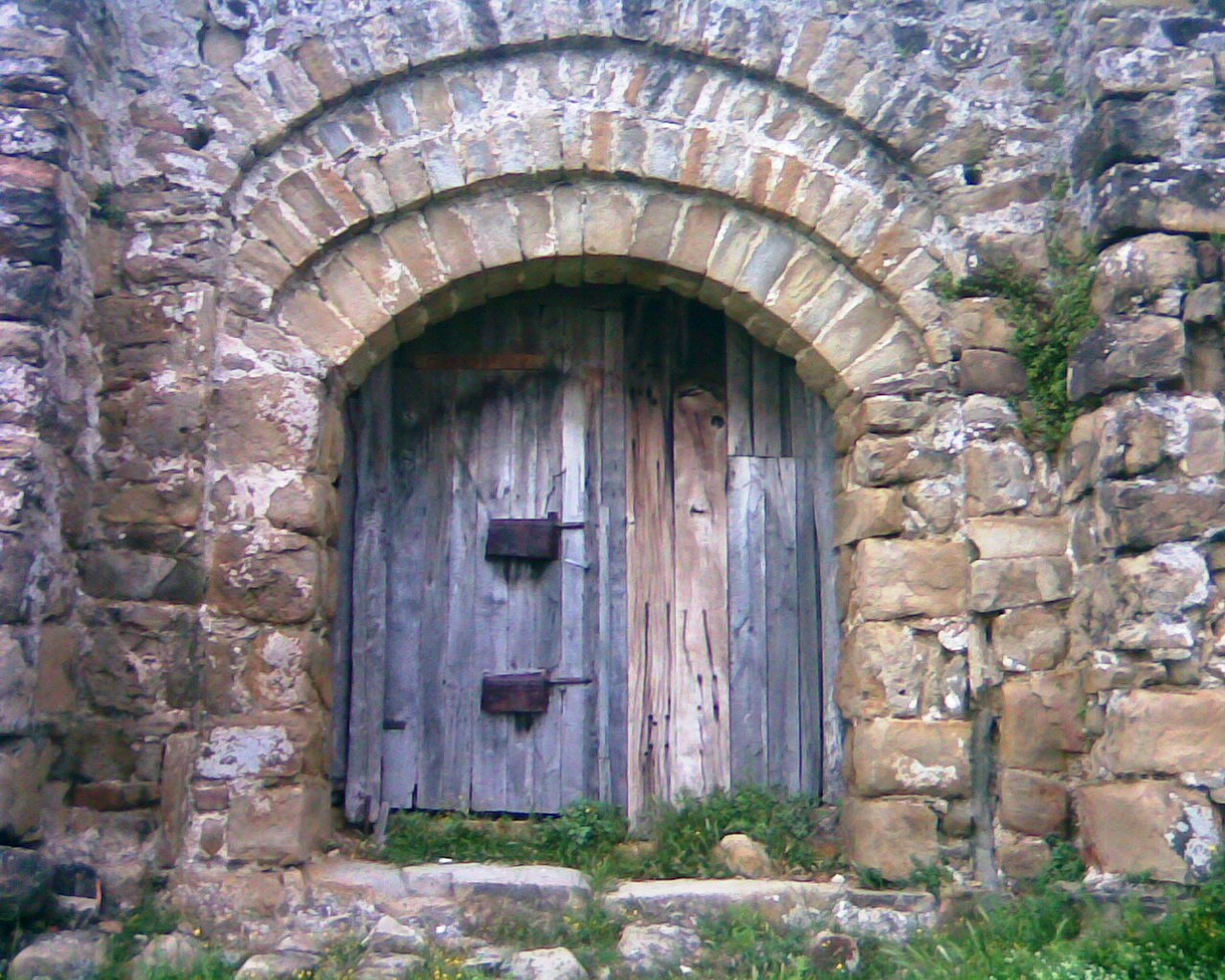
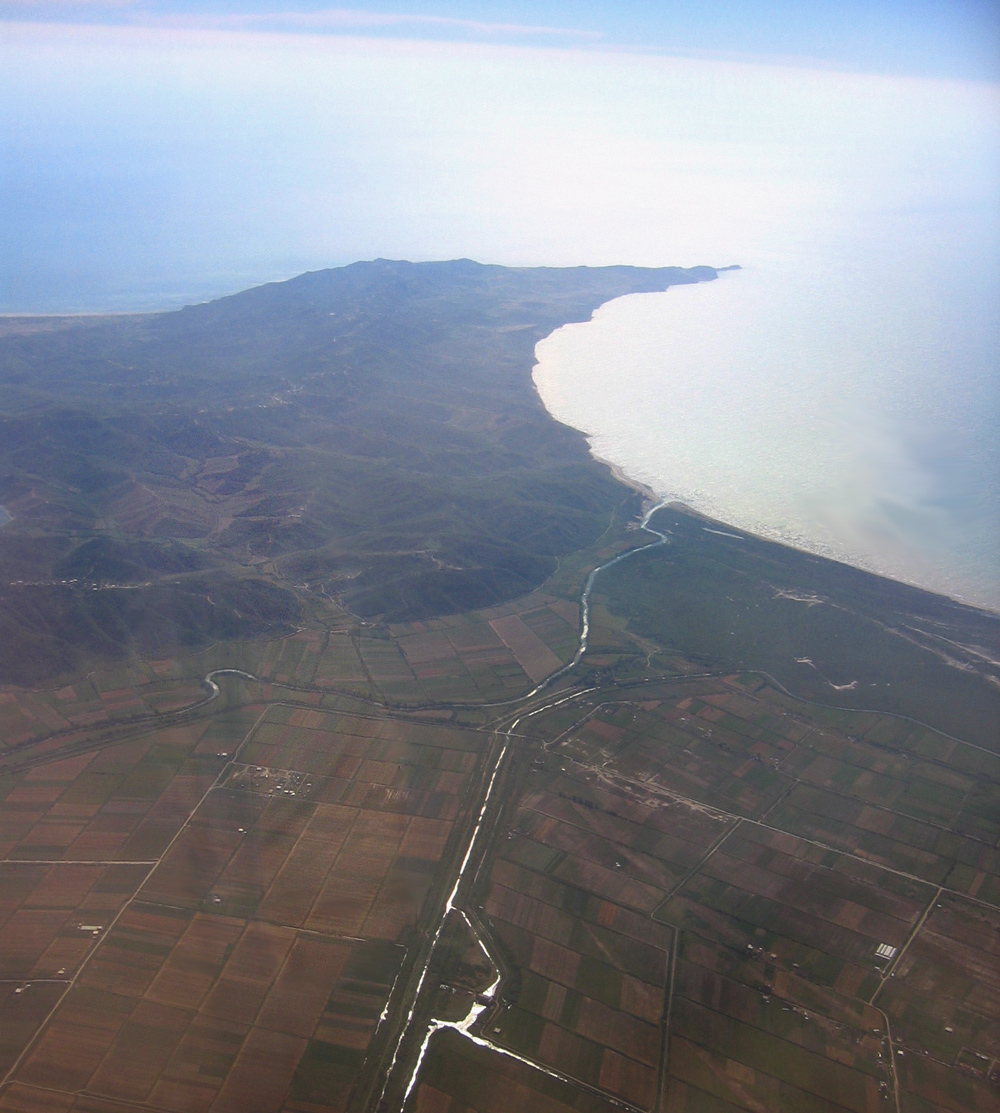
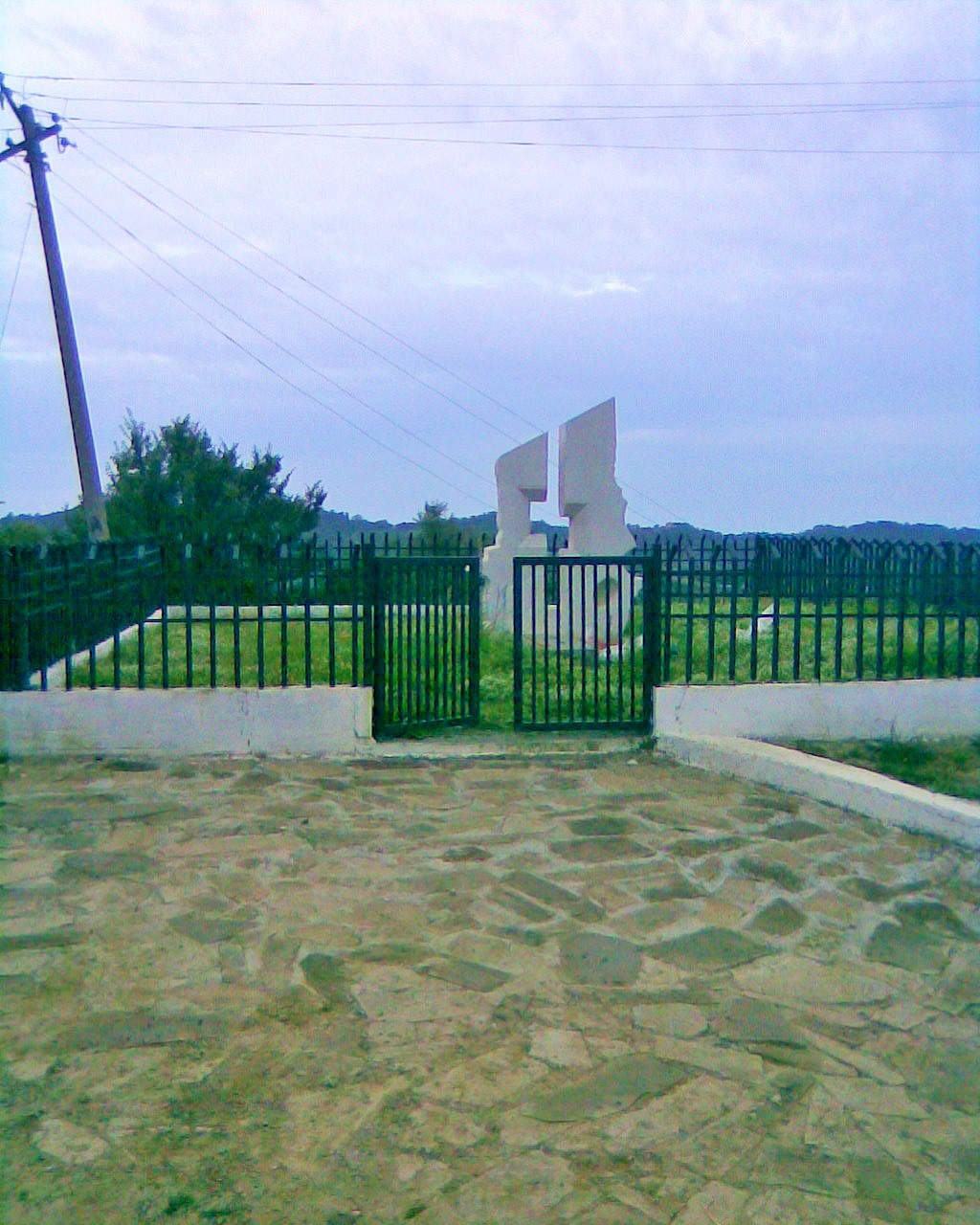
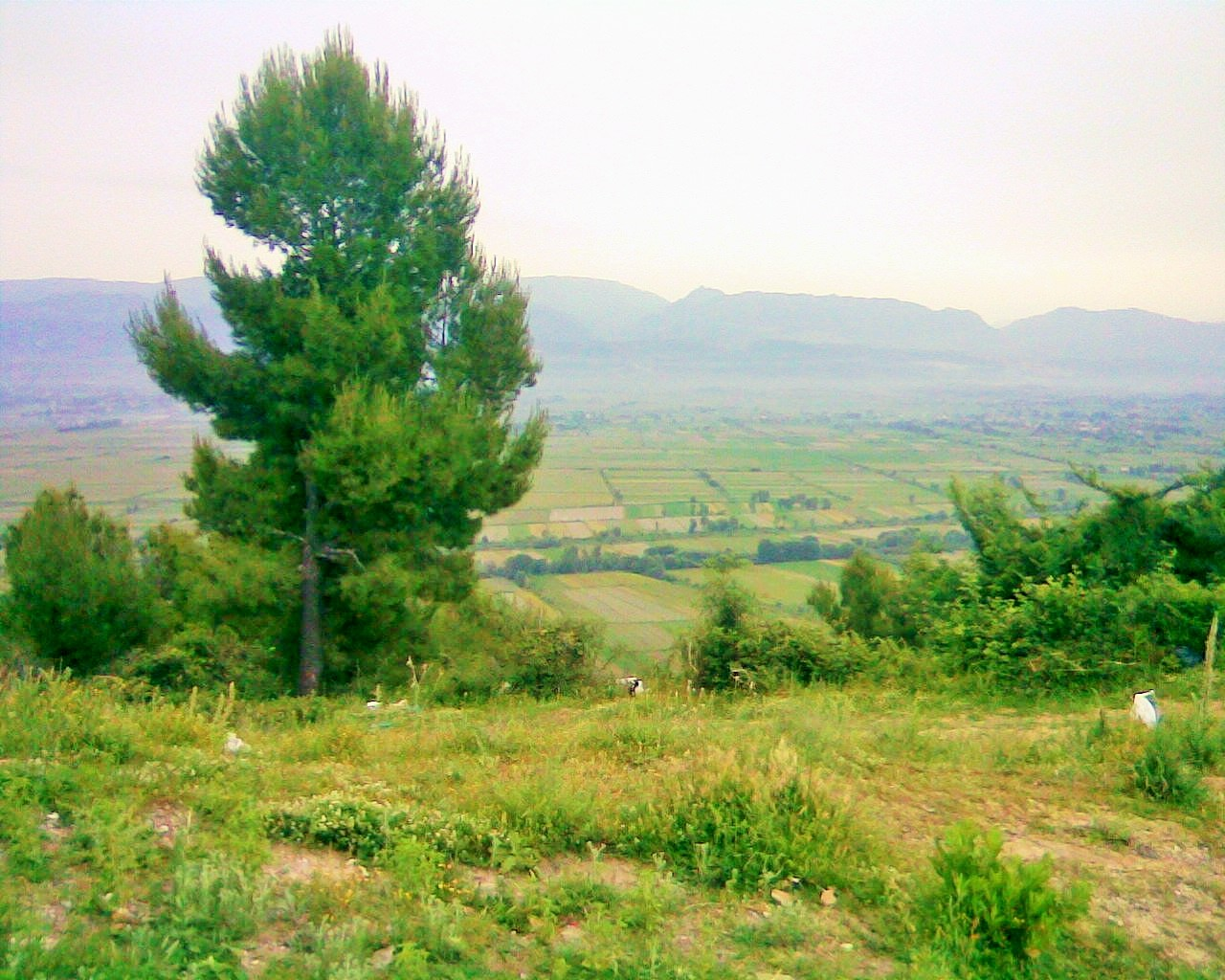
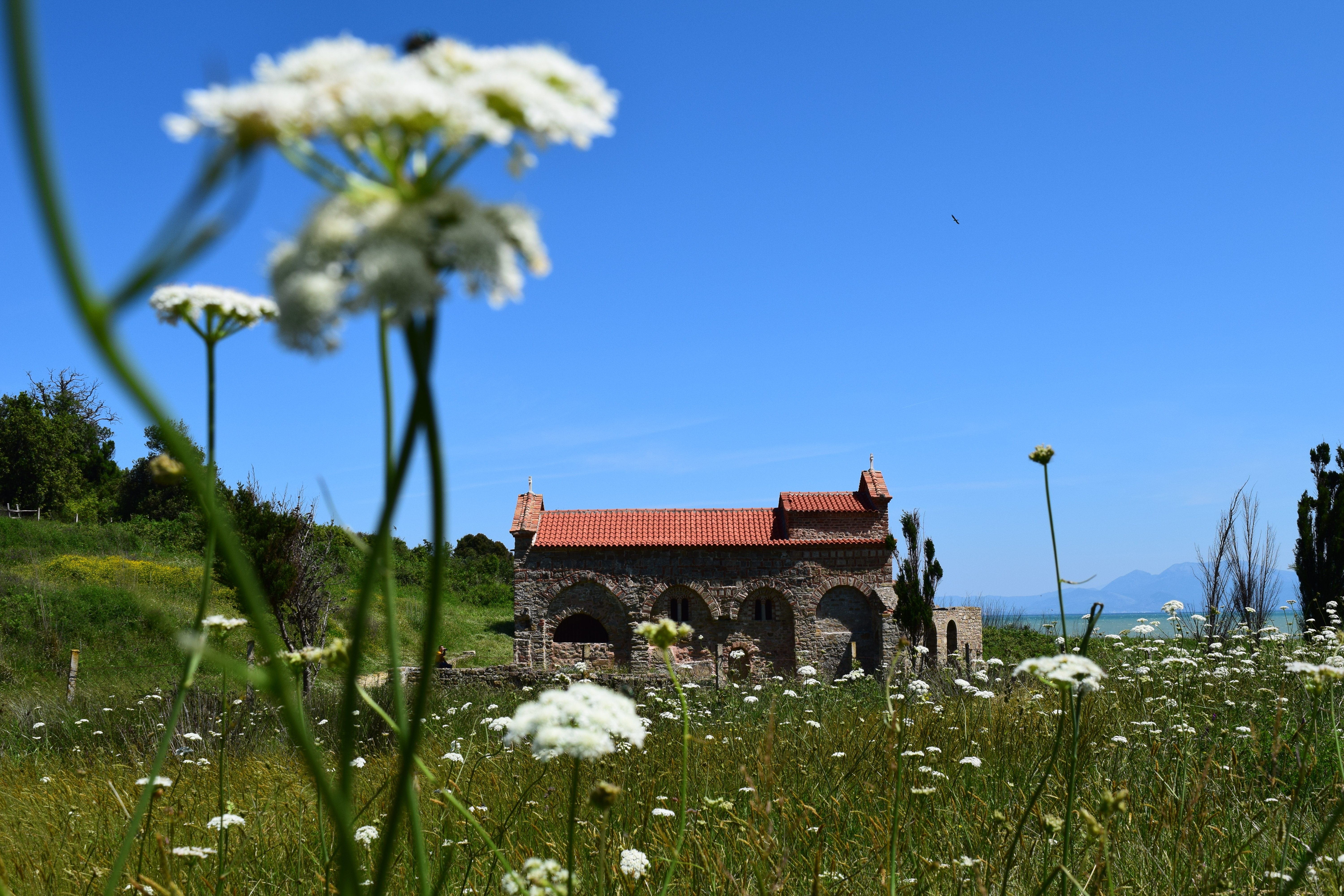
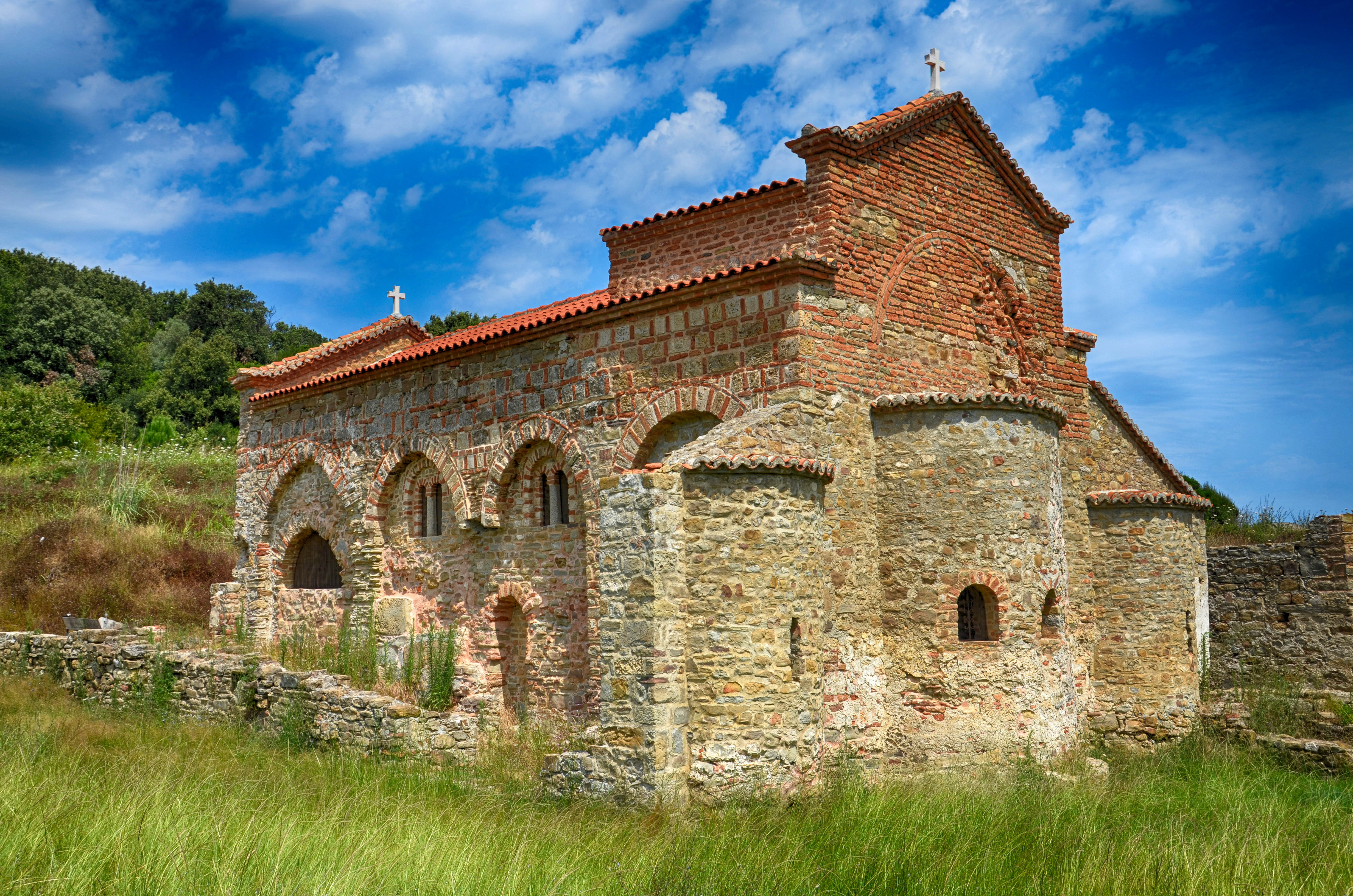
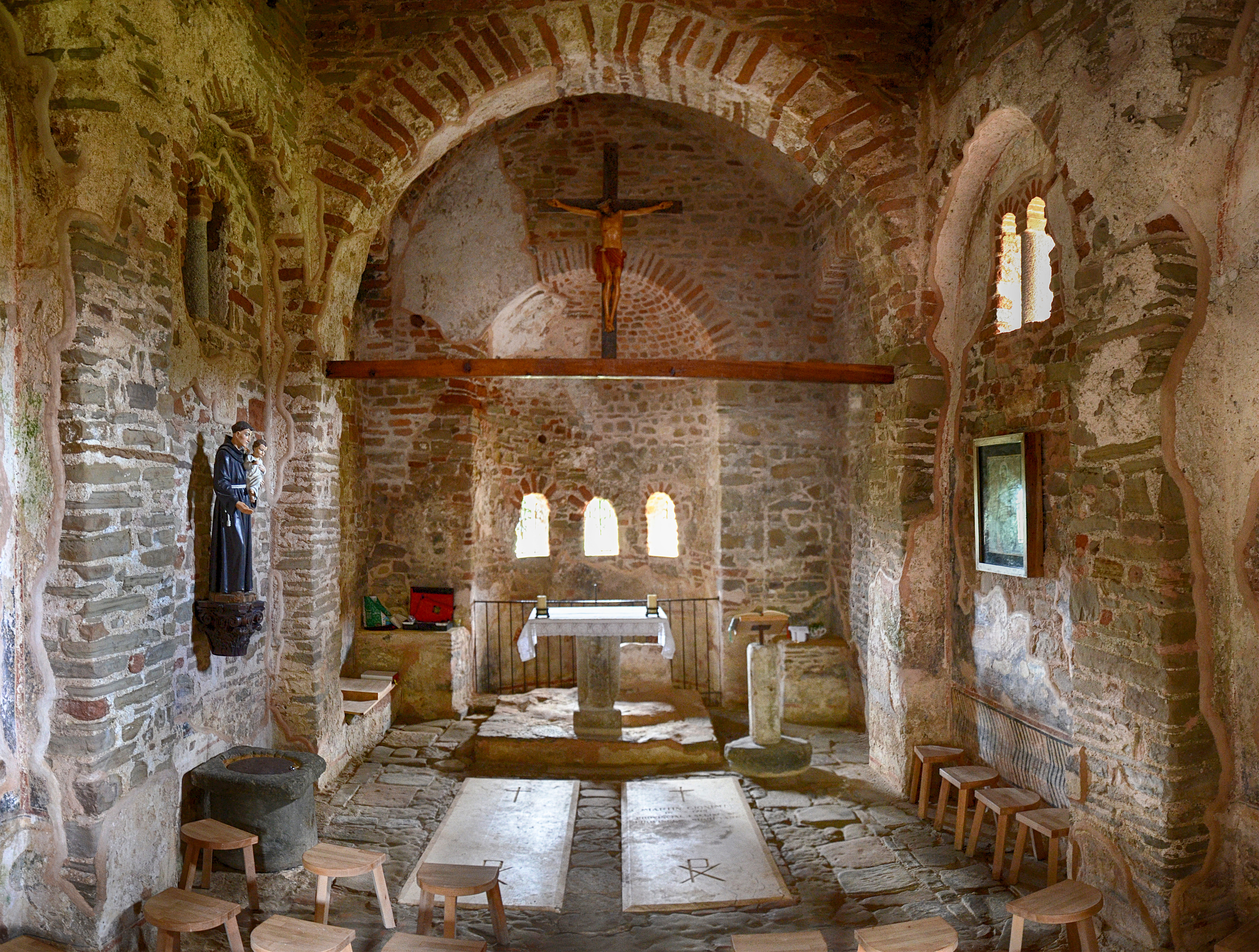
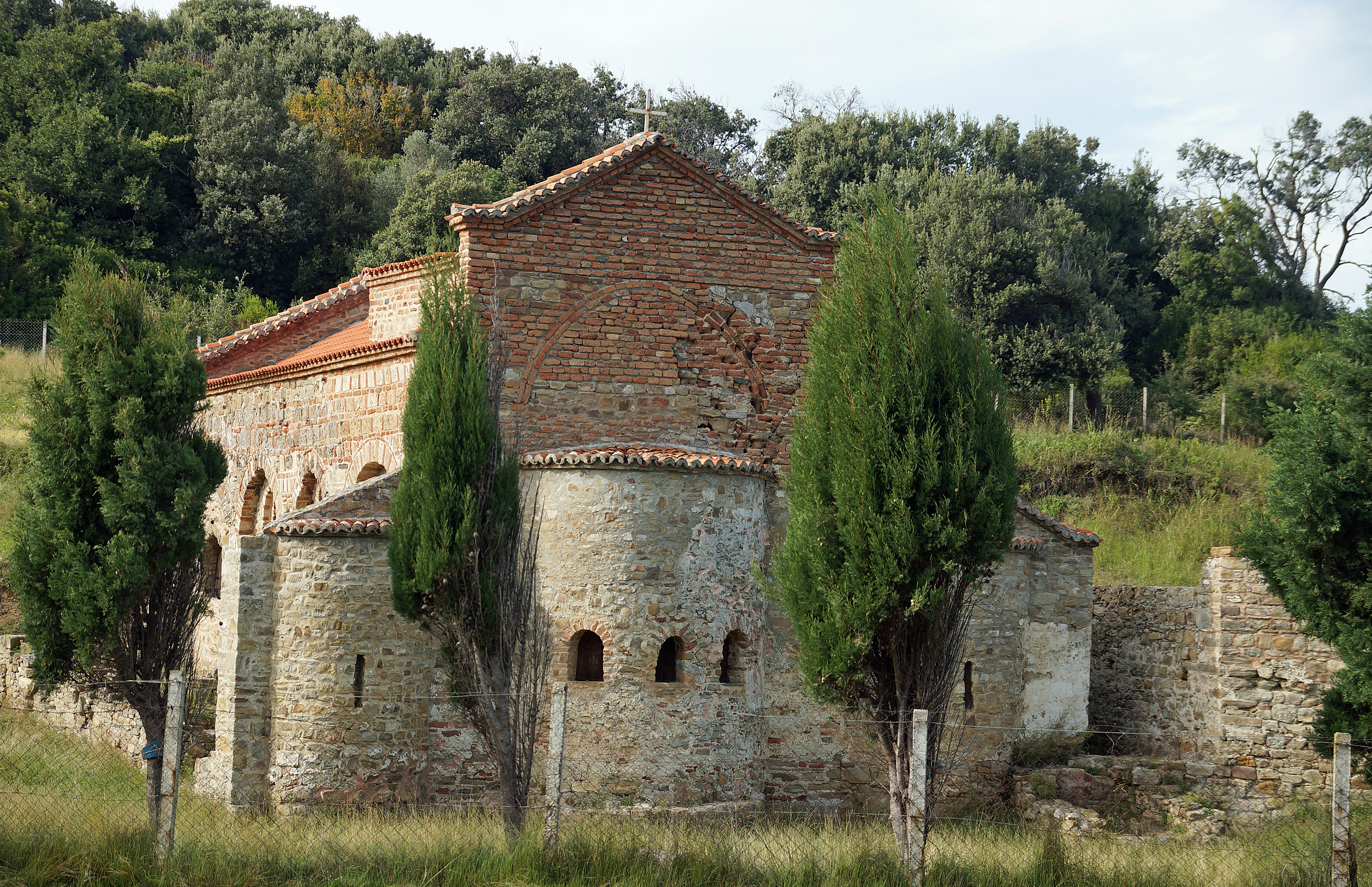